# Edmund Klímek
Podplukovník Edmund Klímek (23. března 1892 Kojetín – 24. září 1942 Věznice Plötzensee) byl československý legionář, důstojník a odbojář z období druhé světové války popravený nacisty.

## Život

### Mládí a první světová válka
Edmund Klímek se narodil 23. března v Kojetíně. Mezi lety 1906 a 1914 vystudoval Matiční gymnázium v Moravské Ostravě. Po maturitě byl v květnu 1914 odveden do c. a k. armády, základní výcvik prodělal u pevnostního dělostřeleckého pluku v Pulji, zde ho zastihlo vypuknutí první světové války. V září 1914 byl převelen k pěšímu pluku v Karlovaci, kde absovloval školu důstojníků v záloze, poté byl převelen na ruskou frontu, aby zde působil na postu velitele čety. V květnu 1915 byl přesunut na frontu italskou, kde padl 30. října 1916 na Mirně v hodnosti poručíka do zajetí. Do Československých legií se přihlásil 1. dubna 1917, zařazen byl o rok později na postu velitele výzvědného oddílu v prostoru Asiaga, následně velel československému výzvědnému pluku 39.

### Mezi světovými válkami
Edmund Klímek se vrátil do Československa v prosinci 1918 a zúčastnil se války s Maďary. Poté působil jako armádní učitel tělesné výchovy v Ostravě a též na Vysoké škole válečné v Praze. Mezi lety 1927 a 1933 vykonával tutéž činnost na Vojenské akademii v Hranicích. Již v hodnosti majora byl poté převelen do Místku na post zástupce velitele praporu, v roce 1935 pak opět do Ostravy, kde o rok později působil na pozici zatímního velitele praporu a od roku 1937 již v hodnosti podplukovníka na pozici velitele praporu. V letech 1937 - 1939 vykonával funkci zástupce velitele praporu Stráže obrany státu v Ostravě a posléze v Litoměřicích.

### Druhá světová válka
Po německé okupaci v březnu 1939 a likvidaci československé armády byl pověřen Ministerstvem obrany vyplácení měsíčních gáží propuštěným důstojníkům z ostravska. Osobních setkání využil k organizování odbojové organizace Za vlast, která se později včlenila do struktur Obrany národa. Dostal pověření k vytvoření jejího krajského velitelství a jmenování okresních velitelů, zařadit muže do jednotek, obstarat výzbroj a výstroj. Rovněž navázal spojení s krakovským konzulátem a podílel se na sestavování zpráv, které byly přes něj zasílány českoskovenským zpravodajcům do Londýna. V létě 1939 došlo na krajském velení v Ostravě k rozporům, na základě kterých z funkce velitele odstoupil. Svou roli hrála i jeho obecná známost, která představovala pro jeho spolupracovníky bezpečnostní riziko. I přes to byl 23. listopadu téhož roku zatčen gestapem a odsouzen k trestu smrti. Ten byl vykonán 24. září 1942 gilotinou v berlínské věznici Plötzensee.

## Ocenění

### Vyznamenání
- Československý válečný kříž 1914–1918
- Československá revoluční medaile
- Československá medaile Vítězství
- Medaglia della Fatiche di Guerra
- Medaglia de la Unita di Italia
- Orden Beli orao IV. třídy

### Posmrtná ocenění
- Po Edmundovi Klímkovi byla pojmenována ulice ve Slezské Ostravě